# بيلار ديل ريو
ماريا ديل بيلار ديل ريو سانشيز (مواليد 15 مارس 1950) (بالإسبانية: María del Pilar del Río Sánchez)‏ صحفية وكاتبة ومترجمة إسبانية، وهي زوجة الروائي البرتغالي جوزيه ساراماغو.

## مسيرتها
ولدت بيلار ديل ريو في مدينة إشبيلية عام 1950، وعملت كصحفية في التلفزيون الإسباني وقناة "Canal Sur" في إشبيلية.
في عام 1986، التقت ديل ريو بالكاتب البرتغالي جوزيه ساراماغو بعد أن قرأت جميع كتبه المترجمة إلى الإسبانية. تزوجا بعد ذلك بعامين (1988)، وقررت العيش في لشبونة، والانتقال بعد ذلك في عام 1993 إلى لانزاروت، واحدة من جزر الكناري الإسبانية. عاشت مع جوزيه ساراماغو حتى وفاته في عام 2010، وقامت بترجمة العديد من أعمال ساراماغو إلى الإسبانية.
في عام 2010 بعد وفاة زوجها، حصلت ديل ريو على الجنسية البرتغالية.
بيلار ديل ريو هي رئيسة «مؤسسة جوزيه ساراماغو». في 26 مايو 2017، مُنحت جائزة "Luso-Spanish" للفنون والثقافة في المكتبة الوطنية الإسبانية.